# Lenin im Oktober
Lenin im Oktober (russisch Ленин в Октябре Lenin w Oktjabre) ist ein sowjetischer Propagandafilm von Michail Romm, der 1937 zum 20. Jahrestag der Oktoberrevolution produziert wurde und Eisensteins Stummfilm Oktober als Träger der Erinnerungskultur an die Revolution ablösen sollte. Die Produktion stand bereits im Kontext der Tschistka. Daher ist Leo Trotzki als zentraler Akteur des Aufstands im Sinne der damnatio memoriae als Charakter in dem Film nicht vertreten. Lenin im Oktober war der Beginn einer Reihe von Lenin-Filmen, die schließlich von den Stalin-Filmen abgelöst wurden. Er prägte in der Sowjetunion über Jahrzehnte das Bild der Oktoberrevolution und Lenins. Der Film wurde 1956 und 1963 im Zuge der Entstalinisierung so umgeschnitten bzw. nachbearbeitet, dass der Charakter Stalin entfiel. Das Werk erhielt 1941 zusammen mit seiner Nachfolgeproduktion Lenin 1918 den Stalinpreis 1. Klasse. Die sowjetische Uraufführung fand am 7. November 1937, dem 20. Jahrestag der Oktoberrevolution, die deutsche am 2. November 1945 statt.

## Handlung
Russland 1917 nach der Februarrevolution. Um die Revolution vorzubereiten, ist Lenin gezwungen, inkognito mit der Eisenbahn nach Petrograd zu fahren. Er wird von dem Eisenbahner Wassili, ebenfalls Bolschewik, im Zug „geschmuggelt“. Im letzten Moment kann Lenin den Häschern der Provisorischen Regierung entkommen, indem Wassili im Bahnhof die Lokomotive abkoppelt und seinen Gast auf einem abgelegenen Teil des Bahnhofs absetzt. Lenin wird in Wassilis Wohnung einquartiert, wo sich der Eisenbahner und seine Frau Natascha um ihn kümmern.
Doch Lenins Feinde sind nicht nur die Sicherheitsorgane Kerenskis, sondern auch die Menschewiki und Sozialrevolutionäre. Somit ist Lenin gezwungen, weiterhin konspirativ tätig zu sein. Die Gegenseite setzt sogar einen Attentäter auf ihn an, doch dank der Aufmerksamkeit von Stalin und Dserschinski laufen diese Aktivitäten ins Leere. Als Stalin eines Tages Lenin besucht und er diesen schlafend antrifft, deckt er ihn vorsichtig mit einer Decke zu, besorgt, dass sich der Führer der Revolution erkälten könnte. Einem Verhaftungskommando entkommt Lenin, weil der Fahrer des Kommandos die Festnahme sabotiert und bereit ist, den Märtyrertod zu sterben, damit Lenin geschützt ist.

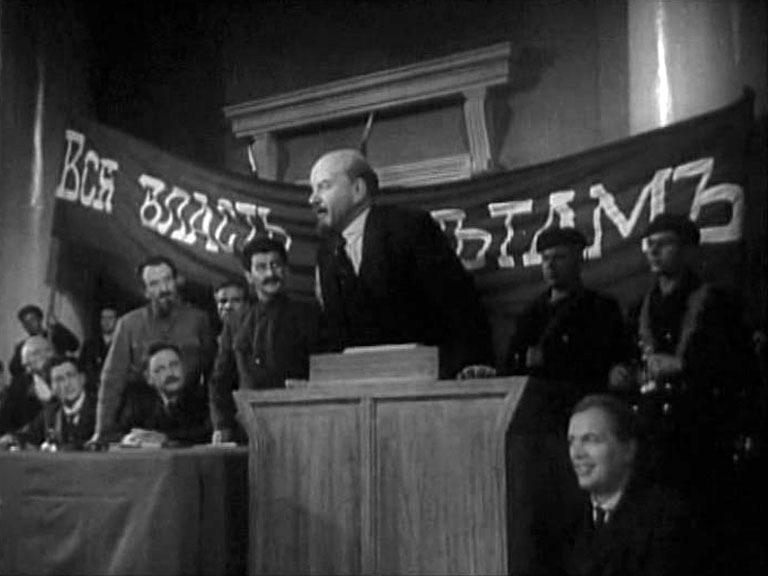
Lenin (Boris Schtschukin) im Film

Nach vielen Widerständen können Lenin, Stalin und Dserschinski im Smolny-Institut die Revolution generalstabsmäßig vorbereiten. Eine militärische Elite-Einheit mit Radpanzerwagen schließt sich den Bolschewiki an. Die Revolution wird schließlich durch den Kreuzer Aurora ausgelöst, der Stellungen der Regierung beschießt. Der Winterpalast wird unter schweren Opfern gestürmt. Nach dem Sieg der Revolution hält Lenin auf dem 2. Allrussischen Sowjetkongress eine flammende Rede. Hinter ihm steht Stalin.

## Produktionsnotizen
Die Idee zum Film stammte von Stalin. Offenbar wurde die Produktion nahezu vollständig im Studio gedreht. Auffällig ist die immer noch extensive Verwendung von Zwischentiteln, wie sie in der Stummfilmzeit genutzt wurden.
Nach Engel wurde der Film zwar am 7. November 1937 uraufgeführt, auf Wunsch Stalins jedoch Szenen bezüglich der Kämpfe um das Winterpalais nachgedreht. In dieser Produktion hat Lenin im Gegensatz zu späteren Filmen noch einen volkstümlichen Charakter, ist ein „Lenin der Jahrmärkte“ (Engel, S. 72). Der russische Filmwissenschaftler Naum Kleiman entdeckte in der Produktion sogar Elemente einer detective story (Stalin – Eine Mosfilmproduktion). Als Vorbild für die Inszenierung Lenins dienten die dem sowjetischen Publikum bekannten Wochenschauaufnahmen mit Lenin.
Ab 1979 wurden in der UdSSR hunderte alte Filme, so auch Lenin im Oktober, restauriert und in großem Umfang neue Kopien gezogen, die wiederum auch im Fernsehen ausgestrahlt wurden (Engel, S. 189).
Die Eliminierung Stalins im Film erfolgte in einem ersten Schritt ab 1956 durch eine schlichte Neumontage, bei der alle Einstellungen und Szenen mit Stalin wegfielen, soweit dies dramaturgisch vertretbar war. In einem zweiten Schritt wurden 1963 die Einstellungen und Szenen, in denen Stalin immer noch zu sehen war, mittels Rückprojektion neu gedreht, in dem ein Darsteller wie z. B. ein revolutionärer Matrose vor der Rückprojektion aufstand und Stalin verdeckte.

## Kritik
Die US-amerikanische Uraufführung fand am 1. April 1938 parallel in zwei New Yorker Kinos statt. Der Film wurde am 2. April in der New York Times von Frank S. Nugent, später bekannt durch Drehbücher für John Fords Werke Der Teufelshauptmann und Der Schwarze Falke, äußerst positiv bewertet:
... And "Lenin in October," to get around to it finally, was worth waiting for. Not in any colossal sense. Not as the flaming flower of all revolutionary films, nor as the clinching argument of the Soviet. Nor is it, to praise it again for the things it is not, the sanctified, worshipful, self-conscious portrait we had feared it would be. And that is its most incredible quality when we consider Lenin's place in the average Russian's mind. They still preserve his body in a glass coffin in a Red Square tomb, you know, and they are still filing past it in unending tribute to a man they regard as having been a composite of all virtues, including the divine. Yet Hollywood would not treat one of our vice presidents or one of its own producers with the humor, the informality and the comradely affection which shine through this Soviet biography and make it one of the most human as well as significant films to come from the U. S. S. R. If at its end Lenin remains an ikon, he is an amiable one, as friendly as a Billiken, and he has our liking as well as our respect. We gain the notion, from looking at him in the busy days of October, that he might have been a really pleasant chap to know in the Spring ...
... We believe it is all authentic, factual and true—except that we do not believe Stalin bulked as importantly in 1917 as he does in this 1937 film of 1917. And Trotsky, of course, doesn't appear at all and is only mentioned once—to be called a traitor. (Further they give a Trotskyite make-up to a government spy, so there Leon!) These exceptions noted, "Lenin in October" is good history, good biography and, above all, good cinema ...

## Überlieferung
Die sowjetischen Fassungen sind offenbar vollständig erhalten und auf youtube.com eingestellt. Ob die deutsche Fassung von 1945 noch existiert, ist unbekannt; auch, ob sie später wie die sowjetische Fassung nachbearbeitet wurde.

## Dokumentationen
- Stalin – Eine Mosfilmproduktion (TV-BRD 1993, Regie: Enno Patalas und Oksana Bulgakowa)